# Paolo Camossi
Paolo Camossi (* 6. Januar 1974 in Gorizia) ist ein italienischer Leichtathlet, der sich auf den Dreisprung spezialisiert hatte. Er startete für den Gruppo Sportivo Fiamme Azzurre.
Er ist 1,76 m groß und wog in seiner aktiven Zeit 72 kg.

## Karriere
Camossi gewann neun nationale Meisterschaften, davon sieben Freiluft- (1996, 1997, 1998, 1999, 2001, 2003, 2005) und zwei Hallenmeisterschaften (1996, 2000).
Auch auf internationaler Ebene war er erfolgreich.
- Mittelmeerspiele 1997 in Bari: GOLD im Dreisprung mit 16,63 m.[1]
- EM 1998 in Budapest: Platz 7 im Weitsprung mit 7,98 m. Für eine Medaille fehlten ihm lediglich acht Zentimeter.
- Hallen-EM 2000 in Gent: BRONZE mit 17,05 m hinter dem Deutschen Charles Friedek (Gold mit 17,28 m) und Rostislaw Dimitrow aus Bulgarien (Silber mit 17,22 m)
- WM 1999 in Sevilla: Platz 5 mit 17,29 m. Mit dieser Leistung war er zwar 20 Zentimeter von einer Medaille entfernt, stellte jedoch einen neuen Landesrekord auf. Der Sieger, Charles Friedek, erzielte mit 17,59 m Weltjahresbestleistung.
- Hallen-WM 2001 in Lissabon: GOLD mit der neuen italienischen Rekordweite von 17,32 m vor Jonathan Edwards aus Großbritannien (Silber mit 17,26 m) und dem Australier Andrew Murphy (Bronze mit 17,20 m).

Im Jahr 2000 nahm Camossi an den Olympischen Spielen in Sydney teil, bei denen er mit 16,96 m auf den achten Platz kam.